# Heimbacher Stühlchen
Das Heimbacher Stühlchen ist ein besonderer Kinderstuhl, der nur in Heimbach in der Nordeifel im Nationalpark Eifel hergestellt wird.
Die Heimbacher Stühlchen sind ein Traditionsobjekt, das heute nur noch in einer kleinen Werkstatt in dem Eifelstädtchen hergestellt wird. Das Sitzmöbel wurde in einem besonderen Verfahren gedrechselt. Die Maschine, mit der das Stühlchen hergestellt wurde, hieß „Wipp“. Ein biegsames Holzstämmchen hing an einem Seil bis auf den Fußboden. Unten war ein Pedal, mit dem die „Wipp“ angetrieben wurde. Das Seil wurde um das Werkstück geschlungen und zwischen zwei Dornen eingespannt. Das Teil wurde dann mit der „Wipp“ gedreht und dabei mit Schnitzmesser und Holzmeißel bearbeitet.
Schon seit langer Zeit wurden, hauptsächlich in den Wintermonaten, in dem wald- und somit holzreichen Gebiet meist aus Buchenholz kleine Holzutensilien und Kleinmöbel in Heimarbeit hergestellt. Im Jahr 1503 wurden z. B. 2800 Schüsseln nach Köln geliefert. Die Stühlchen galten und gelten auch heute noch als sehr stabil und standfest. Diese Möbel wurden mit drei und auch mit vier Beinen hergestellt.
Die Heimbacher Stühlchen wurden nach Bonn, Aachen, Köln und sogar in das niederländische Maastricht geliefert. Der Preis für 3600 Stühlchen betrug im Jahr 1885 insgesamt 1800 Mark. Die Stühlchen wurden damals von 11 Familien in Heimarbeit hergestellt. Die kleinen Möbelstücke wurden und werden auch gerne als Souvenir von Wallfahrern (Heimbach ist bis heute auch als Wallfahrtsort bekannt) mitgenommen. Mit fortschreitender Mechanisierung kamen die Stühlchen fast in Vergessenheit. Heute werden sie nur noch von einer Werkstatt im Ort hergestellt.